# Juan José Moscoso
Juan José Moscoso fue un político peruano. 
En 1885, junto con Martín Concha Argüelles y Nestor Cosío, financió al joyero francés Jean Marcés en su propuesta para instalar nuevmente la Casa de Moneda del Cusco y acuñar monedas. La propuesta fue aceptada mediante Decreto de Prefectura del 11 de septiembre de ese año. Inicialmente instalada en el barrio de Suytoccato, en 1886 se trasladó a la Casa Silva ubicada en el Centro histórico del Cuzco al costado del Convento de Santa Teresa.
Fue elegido diputado suplente por la provincia de Chumbivilcas en 1886 durante el gobierno del presidente Andrés Avelino Cáceresy reelecto en 1889 y 1892.